# 森山恒雄
森山 恒雄（もりやま つねお、1932年2月21日 - 2009年12月28日）は、日本の歴史学者。
専門は日本近世史で、主に豊臣秀吉の蔵入地や加藤清正の研究を手がけた。

## 経歴
熊本県玉名郡に生まれる。熊本県立玉名高等学校を経て、1949年熊本大学教育学部に入学、同校卒業後、1954年熊本県の私立鎮西高等学校に勤務。1956年同校を退職し、九州大学大学院文学研究科修士課程史学専攻に入学。修了後の1958年九州大学大学院文学研究科博士課程史学専攻に入学、1961年同課程を単位取得満期退学。
1963年九州大学文学部助手（国史学研究室）、1964年東海大学講師、1967年同校助教授となる。1971年母校の熊本大学に移り助教授、1977年教授に就任。定年退官の際には熊本大学名誉教授となった。

## 著作
- 『豊臣氏九州蔵入地の研究』吉川弘文館 1983

## 共著
- 『加藤清正のすべて』新人物往来社　1993